# Gyorskorcsolya az 1988. évi téli olimpiai játékokon
Az 1988. évi téli olimpiai játékokon a gyorskorcsolya versenyszámait az Olympic Oval pályán rendezték Calgary-ban, február 14. és 28. között. A férfiaknak és a nőknek egyaránt 5–5 versenyszámban osztottak érmeket. A női 5000 méteres versenyszám először szerepelt az olimpia programjában.

## Éremtáblázat
(Az egyes számoszlopok legmagasabb értéke, vagy értékei vastagítással kiemelve.)
| Az 1988. évi téli olimpiai játékok éremtáblázata gyorskorcsolyában | Az 1988. évi téli olimpiai játékok éremtáblázata gyorskorcsolyában | Az 1988. évi téli olimpiai játékok éremtáblázata gyorskorcsolyában | Az 1988. évi téli olimpiai játékok éremtáblázata gyorskorcsolyában | Az 1988. évi téli olimpiai játékok éremtáblázata gyorskorcsolyában | Olimpia  |
| ------------------------------------------------------------------ | ------------------------------------------------------------------ | ------------------------------------------------------------------ | ------------------------------------------------------------------ | ------------------------------------------------------------------ | -------- |
|                                                                    | Ország                                                             | Arany                                                              | Ezüst                                                              | Bronz                                                              | Összesen |
| 1.                                                                 | NDK (GDR)                                                          | 3                                                                  | 6                                                                  | 4                                                                  | 13       |
| 2.                                                                 | Hollandia (NED)                                                    | 3                                                                  | 2                                                                  | 2                                                                  | 7        |
| 3.                                                                 | Svédország (SWE)                                                   | 2                                                                  | 0                                                                  | 0                                                                  | 2        |
| 4.                                                                 | Egyesült Államok (USA)                                             | 1                                                                  | 1                                                                  | 1                                                                  | 3        |
| 5.                                                                 | Szovjetunió (URS)                                                  | 1                                                                  | 0                                                                  | 1                                                                  | 2        |
|                                                                    |                                                                    |                                                                    |                                                                    |                                                                    |          |
| 6.                                                                 | Ausztria (AUT)                                                     | 0                                                                  | 1                                                                  | 1                                                                  | 2        |
|                                                                    |                                                                    |                                                                    |                                                                    |                                                                    |          |
| 7.                                                                 | Japán (JPN)                                                        | 0                                                                  | 0                                                                  | 1                                                                  | 1        |
|                                                                    |                                                                    |                                                                    |                                                                    |                                                                    |          |
| Összesen                                                           | Összesen                                                           | 10                                                                 | 10                                                                 | 10                                                                 | 30       |

## Részt vevő nemzetek
A versenyeken 21 nemzet 141 sportolója vett részt.
- Ausztrália (AUS) (4)
- Ausztria (AUT) (3)
- Csehszlovákia (TCH) (1)
- Dél-Korea (KOR) (6)
- Egyesült Államok (USA) (17)
- Észak-Korea (PRK) (4)
- Finnország (FIN) (2)
- Franciaország (FRA) (4)
- Hollandia (NED) (11)
- Japán (JPN) (13)
- Jugoszlávia (YUG) (2)
- Kanada (CAN) (16)
- Kína (CHN) (4)
- Lengyelország (POL) (3)
- Nagy-Britannia (GBR) (2)
- NDK (GDR) (10)
- NSZK (FRG) (5)
- Norvégia (NOR) (7)
- Olaszország (ITA) (3)
- Svédország (SWE) (7)
- Szovjetunió (URS) (17)

## Érmesek
A rövidítések jelentése a következő:
- WR: világrekord
- OR: olimpiai rekord

### Férfi
| Az 1988. évi téli olimpiai játékok érmesei férfi gyorskorcsolyában |                                       |             |                                     |          |                                        |          |
| Versenyszám                                                        | Arany                                 | Arany       | Ezüst                               | Ezüst    | Bronz                                  | Bronz    |
| 500 m                                                              | Uwe-Jens Mey · NDK (GDR)              | 36,45 WR    | Jan Ykema · Hollandia (NED)         | 36,76    | Kuroiva Akira · Japán (JPN)            | 36,77    |
| 1000 m                                                             | Nyikolaj Guljajev · Szovjetunió (URS) | 1:13,03 OR  | Uwe-Jens Mey · NDK (GDR)            | 1:13,11  | Ihar Zsaljazovszki · Szovjetunió (URS) | 1:13,19  |
| 1500 m                                                             | André Hoffmann · NDK (GDR)            | 1:52,05 WR  | Eric Flaim · Egyesült Államok (USA) | 1:52,12  | Michael Hadschieff · Ausztria (AUT)    | 1:52,31  |
| 5000 m                                                             | Tomas Gustafson · Svédország (SWE)    | 6:44,63 OR  | Leo Visser · Hollandia (NED)        | 6:44,98  | Gerard Kemkers · Hollandia (NED)       | 6:45,92  |
| 10 000 m                                                           | Tomas Gustafson · Svédország (SWE)    | 13:48,20 WR | Michael Hadschieff · Ausztria (AUT) | 13:56,11 | Leo Visser · Hollandia (NED)           | 14:00,55 |

### Női
| Az 1988. évi téli olimpiai játékok érmesei női gyorskorcsolyában |                                       |            |                                  |         |                                       |         |
| Versenyszám                                                      | Arany                                 | Arany      | Ezüst                            | Ezüst   | Bronz                                 | Bronz   |
| 500 m                                                            | Bonnie Blair · Egyesült Államok (USA) | 39,10 WR   | Christa Rothenburger · NDK (GDR) | 39,12   | Karin Kania · NDK (GDR)               | 39,24   |
| 1000 m                                                           | Christa Rothenburger · NDK (GDR)      | 1:17,65 WR | Karin Kania · NDK (GDR)          | 1:17,70 | Bonnie Blair · Egyesült Államok (USA) | 1:18,31 |
| 1500 m                                                           | Yvonne van Gennip · Hollandia (NED)   | 2:00,68 OR | Karin Kania · NDK (GDR)          | 2:00,82 | Andrea Ehrig · NDK (GDR)              | 2:01,49 |
| 3000 m                                                           | Yvonne van Gennip · Hollandia (NED)   | 4:11,94 WR | Andrea Ehrig · NDK (GDR)         | 4:12,09 | Gabi Zange · NDK (GDR)                | 4:16,92 |
| 5000 m                                                           | Yvonne van Gennip · Hollandia (NED)   | 7:14,13 WR | Andrea Ehrig · NDK (GDR)         | 7:17,12 | Gabi Zange · NDK (GDR)                | 7:21,61 |